# Нушабад
Нушаба́д (перс. نوش‌آباد‎) — город в центральном Иране, в провинции Исфахан. Входит в состав шахрестана Аран-и-Бидголь.

## География
Город находится в северо-западной части Исфахана, на западной границе пустыни Деште-Кевир, к северу от города Кашан. Абсолютная высота — 912 метров над уровнем моря.
Нушабад расположен на расстоянии приблизительно 150 километров к северу от Исфахана, административного центра провинции и на расстоянии 170 километров к югу от Тегерана, столицы страны. Ближайший аэропорт расположен в городе Кашан.

## Население
По данным переписи, на 2006 год население составляло 10 476 человек.

## Достопримечательности
Главной достопримечательностью Нушабада является комплекс подземных архитектурных сооружений, элементы которого относятся к различным историческим периодам. При раскопках были обнаружены артефакты, относящиеся к периодам правления династий Сасанидов, Ильханидов и Сефевидов.